# Università di Oldenburg
L'Università di Oldenburg, chiamata per esteso Università Carl von Ossietzky Oldenburg (in tedesco Carl von Ossietzky Universität Oldenburg) è una università pubblica nella città di Oldenburg, Bassa Sassonia, Germania. 

## Storia
L'Università fu fondata nel 1973, ma le sue origini si possono ricondurre alla fine del Settecento, quando sotto il ducato di Pietro I di Oldenburg venne instaurato un Istituto Magistrale. Attualmente l'ateneo è composto da sei facoltà (recentemente è stata creata la facoltà di medicina in cooperazione con l'Università di Groninga). Nel dipartimento di filosofia ha sede la "Fondazione per la filosofia italiana" (Filosofia Italiana-Stiftung) che si prefigge di promuovere la ricerca e lo scambio tra filosofi italiani e tedeschi.